# Ночной кошмар (фильм, 1946)
«Ночно́й кошма́р» (англ. Terror by Night, 1946) — американский детективный фильм Рой Уильяма Нейла, из серии фильмов посвященных приключениям Шерлока Холмса и доктора Ватсона с участием Бэйзила Рэтбоуна, Найджела Брюса. Лента находится в общественном достоянии в США.

## Сюжет
Леди Маргарет Карстейрс и её сын Роланд просят Холмса, Ватсона и Лестрейда охранять бесценный голубой карбункул во время перевозки в Шотландию. Но во время путешествия Роланд убит. Холмс берётся за расследование.

## Характерные особенности
- Фильм основан на произведениях Артура Конан-Дойля «Исчезновение леди Фрэнсис Карфэкс» и «Голубой карбункул».

## В ролях
- Бэзил Рэтбоун — Шерлок Холмс
- Найджел Брюс — доктор Ватсон
- Алан Мобрей — Дункан Блик
- Деннис Хоя — инспектор Лестрейд
- Рене Годфри — Вивиан Видер
- Фредерик Ворлок — профессор Килбане
- Мэри Форбс — леди Маргарет Карстайрс
- Скелтон Кнаггс — Сэндс
- Гарри Кординг — Мок (в титрах не указан)